# Club Deportivo Pradejón
El Club Deportivo Pradejón es un club de fútbol de la ciudad de Pradejón (La Rioja) España. Fue fundado en 1966 y juega en la grupo XVI de la Tercera Federación tras su ascenso en la temporada 2024-25.

## Historia
El club, fundado en 1966, participó hasta la temporada 1985-86 en la competiciones regionales de la Federación Navarra de Fútbol pasando en 1986 a la recién creada Federación Riojana de Fútbol siendo inscrito en la 1.ª Regional, pasando a Regional Preferente en la temporada 1990-91. 
El C. D. Pradejón consiguió su primer ascenso a Tercera División en 2001, pero acabó en la última posición, volviendo a descender a Regional.
Tras un año en Preferente, el conjunto champiñonero regresó a Tercera, permaneciendo cuatro temporadas en la categoría. Tras dos temporadas en Preferente, regresó de nuevo a Tercera División en 2009 confirmando el ascenso a tres jornadas del final.
Permaneció en la categoría durante 5 temporadas, ocupando la zona media-baja de la clasificación, hasta que en la temporada 2013-14 terminó descendiendo de nuevo. El descenso marcó una etapa de conjunto ascensor logrando dos ascensos a Tercera División tras dos campeonatos ligueros de Preferente (2014-15 y 2016-17) y viviendo un descenso en la temporada 2015-16. 
Volvió a ascender a Tercera División un año después, y en la temporada 2020-21 certificó de nuevo el descenso de categoría, tras una temporada marcada por la pandemia del Covid-19.
En la temporada 2022-23, tras acabar en el tercer puesto de la fase de ascenso, el Pradejón consiguió clasificarse para la fase previa de la Copa del Rey por primera vez en su historia.
Sin embargo, ya en la temporada 2023-24, fue eliminado a las primeras de cambio por el equipo asturiano Atlético de Lugones S. D. por 1:2, pese a jugar la eliminatoria en casa.
La temporada 2024-25 fue muy buena en cuanto a resultados, y el Pradejón consiguió el ascenso a Tercera Federación a falta de 5 jornadas para el final de la competición. Finalmente también acabó consiguiendo el campeonato.

### Sección femenina
La sección femenina se creó en 2014, disputando su primer partido oficial el 18 de octubre, en la Liga Femenina de La Rioja. En la temporada 2016-17, conseguiría el ascenso a la categoría Primera Nacional Femenina.
Tras cuatro temporadas en Primera Nacional Femenina, el equipo consiguió el ascenso a la Segunda División Femenina (Reto Iberdrola) en la temporada 2020-21, venciendo al equipo canario C. F. Unión Viera en el play-off de ascenso. Desde la reestructuración del sistema de ligas de la temporada 2022-23, compite en el Grupo Norte de la Segunda Federación.

## Uniforme
- Primera equipación: Camiseta blanquiverde a rayas verticales, pantalón blanco y medias verdes.
- Segunda equipación: Camiseta amarilla, pantalón verde y medias verdes.

## Estadio
El Pradejón disputa los encuentros como local en el Campo de fútbol municipal, de césped natural, que cuenta con una capacidad de 1700 espectadores. 
Además, también dispone de un campo de hierba artificial de futbol 11 desde 2014, donde disputan sus partidos sus categorías inferiores.

## Palmarés
Nota: en negrita competiciones vigentes en la actualidad.
| Competición regional                  | Títulos                             | Subcampeonatos    |
| ------------------------------------- | ----------------------------------- | ----------------- |
| Regional Preferente de La Rioja (4/2) | 1998-99, 2014-15, 2016-17, 2024-25. | 2002-03, 2008-09. |
| Segunda Regional de Navarra (0/1)     |                                     | 1980-81.          |
| Tercera Regional de Navarra (1/0)     | 1970-71.                            |                   |

## Datos del club
- Temporadas en Primera División: 0
- Temporadas en Segunda División: 0
- Temporadas en Primera Federación: 0
- Temporadas en Segunda Federación: 0
- Temporadas en Tercera División: 16
- Mejor puesto en la liga: 8.º en Tercera división española (temporadas 2004-05 y 2005-06)

## Trayectoria

### Histórico de temporadas
| Temporada | División     | Puesto |
| --------- | ------------ | ------ |
| 1967-68   | 2.ª Regional | 5.º    |
| 1968-69   | 2.ª Regional | 7.º    |
| 1969-70   | 2.ª Regional | 14.º   |
| 1970-71   | 3.ª Regional | 1.º    |
| 1971-72   | 2.ª Regional | 6.º    |
| 1972-73   | 2.ª Regional | 12.º   |
| 1973-74   | 2.ª Regional | 5.º    |
| 1974-75   | 1.ª Regional | 9.º    |
| 1975-76   | 1.ª Regional | 9.º    |
| 1976-77   | 1.ª Regional | 12.º   |
| 1977-78   | 1.ª Regional | 3.º    |
| 1978-79   | 1.ª Regional | 13.º   |
| 1979-80   | 1.ª Regional | 15.º   |
| 1980-81   | 2.ª Regional | 2.º    |
| 1981-82   | 1.ª Regional | 10.º   |
| 1982-83   | 1.ª Regional | 17.º   |
| 1983-84   | 2.ª Regional | 15.º   |
| 1984-85   | 2.ª Regional | 3.º    |
| 1985-86   | 2.ª Regional | 8.º    |
| 1986-87   | Inactivo     | —      |

| Temporada | División        | Puesto |
| --------- | --------------- | ------ |
| 1987-88   | 1.ª Regional    | 10.º   |
| 1988-89   | 1.ª Regional    | 4.º    |
| 1989-90   | 1.ª Regional    | 3.º    |
| 1990-91   | Preferente      | 8.º    |
| 1991-92   | Preferente      | 11.º   |
| 1992-93   | Preferente      | 9.º    |
| 1993-94   | Preferente      | 14.º   |
| 1994-95   | Preferente      | 14.º   |
| 1995-96   | Preferente      | 18.º   |
| 1996-97   | Preferente      | 11.º   |
| 1997-98   | Preferente      | 7.º    |
| 1998-99   | Preferente      | 1.º    |
| 1999-00   | Preferente      | 8.º    |
| 2000-01   | Preferente      | 2.º    |
| 2001-02   | 3.ª (Grupo XV)  | 20.º   |
| 2002-03   | Preferente      | 2.º    |
| 2003-04   | 3.ª (Grupo XV)  | 17.º   |
| 2004-05   | 3.ª (Grupo XVb) | 8.º    |
| 2005-06   | 3.ª (Grupo XVb) | 8.º    |
| 2006-07   | 3.ª (Grupo XVI) | 18.º   |

| Temporada | División             | Puesto | Copa del Rey |
| --------- | -------------------- | ------ | ------------ |
| 2007-08   | Preferente           | 6.º    |              |
| 2008-09   | Preferente           | 2.º    |              |
| 2009-10   | 3.ª (Grupo XVI)      | 14.º   |              |
| 2010-11   | 3.ª (Grupo XVI)      | 17.º   |              |
| 2011-12   | 3.ª (Grupo XVI)      | 14.º   |              |
| 2012-13   | 3.ª (Grupo XVI)      | 17.º   |              |
| 2013-14   | 3.ª (Grupo XVI)      | 18.º   |              |
| 2014-15   | Preferente           | 1.º    |              |
| 2015-16   | 3.ª (Grupo XVI)      | 18.º   |              |
| 2016-17   | Preferente           | 1.º    |              |
| 2017-18   | 3.ª (Grupo XVI)      | 10.º   |              |
| 2018-19   | 3.ª (Grupo XVI)      | 10.º   |              |
| 2019-20   | 3.ª (Grupo XVI)      | 13.º   |              |
| 2020-21   | 3.ª (Grupo XVI)      | 18.º   |              |
| 2021-22   | Preferente           | 5.º    |              |
| 2022-23   | Preferente           | 3.º    |              |
| 2023-24   | Preferente (G2)      | 5.º    | Ronda Previa |
| 2024-25   | Preferente           | 1.º    |              |
| 2025-26   | 3.ª Fed. (Grupo XVI) |        |              |

LEYENDA
```
 :Ascenso de categoría

 :Descenso de categoría
```

### Participaciones enCopa del Rey
| Temporada | Ronda  | Rival                     | Resultado |  |
| --------- | ------ | ------------------------- | --------- |  |
| 2023-24   | Previa | Atlético de Lugones S. D. | 1:2       |  |

### Participaciones en playoffs de ascenso
| Temporada | Liga                | Ronda            | Rival                             | Ida | Vuelta | Global |  | Ascenso |
| --------- | ------------------- | ---------------- | --------------------------------- | --- | ------ | ------ |  | ------- |
| 2000-01   | Regional Preferente | Final            | C. D. Huarte                      | 3-1 | 1-1    | 4-1    |  |         |
| 2002-03   | Regional Preferente | Final            | C. D. Huarte                      | 3-0 | 1-0    | 3-1    |  |         |
| 2021-22   | Regional Preferente | Cuartos de final | Racing Rioja C. F. Super Nova "B" | 0-2 | 0-2    | 0-2    |  |         |

## Filial
Durante la campaña 2019-20 se creó el Club Deportivo Pradejón "B" que actuaría como filial del club y se inscribió en la Regional Preferente de La Rioja. En la temporada 2021-22 se abandonó el proyecto con el descenso del primer equipo a categoría Regional.